# Williamson Ridge
Williamson Ridge är en bergstopp i Antarktis. Den ligger i Västantarktis. Inget land gör anspråk på området. Toppen på Williamson Ridge är 1 637 meter över havet.
Terrängen runt Williamson Ridge är varierad. Trakten är obefolkad. Det finns inga samhällen i närheten.